# Куцевалов Тимофій Федорович
Тимофі́й Фе́дорович Куцева́лов (нар. 8 (21) січня 1904 — 6 січня 1975) — радянський військовий льотчик часів Другої світової війни, генерал-лейтенант авіації (1941). Герой Радянського Союзу (1939).

## Біографія
Народився 8 (21) січня 1904 року на хуторі Іванівка (нині Верхньодніпровський район Дніпропетровської області). Українець. З 1908 року мешкав у селі Орловка Омської області РФ, навчався у сільській школі. Протягом 1921–1925 років працював слюсарем на нафтових промислах у Грозному, 1925 року закінчив школу ФЗУ.
У лавах РСЧА з лютого 1926 року. 1927 року закінчив Ленінградську військово-теоретичну школу ВПС, 1928 року — 1-шу Качинську військову авіаційну школу льотчиків. Проходив військову службу в стройових частинах ВПС, пройшов шлях від молодшого льотчика до командира загону 54-ї ескадрильї 11-ї авіаційної бригади ВПС Московського ВО. З 1933 року — командир 185-го окремого авіазагону, з 1936 року — командир 21-ї винищувальної авіаескадрильї, з серпня 1937 року — виконувач обов'язків командира 101-ї авіаційної бригади, з жовтня того ж року — командир 73-ї авіаційної бригади, з 1938 року — командир 22-го винищувального авіаційного полку. З квітня 1939 року — командир 23-ї змішаної авіаційної бригади Забайкальського ВО.
Учасник боїв на річці Халхин-Гол: командир 56-го винищувального авіаційного полку (травень — вересень 1939 року). З 7 вересня 1939 року — командувач ВПС 1-ї армійської групи в Монголії. Всього за час бойових дій здійснив 54 бойових вильоти на винищувачі І-16, у 19 повітряних боях збив особисто 4 і в складі групи 5 літаків супротивника.
З липня 1940 року — командувач ВПС Забайкальського ВО. 4 червня 1940 року присвоєне військове звання «генерал-майор авіації». З червня 1941 року — командувач ВПС Ленінградського ВО.
Учасник німецько-радянської війни з червня 1941 року: з червня 1941 по травень 1942 року — командувач ВПС Північно-Західного фронту, у травні — червні 1942 року — командувач 1-ю повітряною армією на Західному фронті. 29 жовтня 1941 року присвоєне військове звання «генерал-лейтенант авіації».
У липні — серпні 1942 року — командувач ВПС Забайкальського фронту. З серпня 1942 по травень 1945 року — командувач 12-ю повітряною армією Забайкальського фронту.
З червня 1945 року — начальник військово-повітряного відділу Радянської військової адміністрації в Німеччині. Протягом 1947–1951 років — начальник Вищих офіцерських льотно-тактичних курсів у Таганрозі. 1952 року закінчив Вищі академічні курси при Військовій академії Генерального штабу. З грудня 1952 по червень 1955 року — командувач ВПС Південно-Уральського ВО. У 1955–1959 роках — заступник голови ЦК ДТСААФ з авіації.
У вересні 1959 року генерал-лейтенант авіації Т. Ф. Куцевалов вийшов у відставку за станом здоров'я. Мешкав у Москві, де й помер 6 січня 1975 року. Похований на Введенському цвинтарі.

## Нагороди
Указом Президії Верховної Ради СРСР від 17 листопада 1939 року за вміле командування полком, особисту мужність і героїзм, виявлені в боях, полковнику Куцевалову Тимофію Федоровичу присвоєне звання Героя Радянського Союзу з врученням ордена Леніна і медалі «Золота Зірка» (№ 178).
Був нагороджений двома орденами Леніна, чотирма орденами Червоного Прапора, орденами Вітчизняної війни 1-го ступеня, Червоної Зірки, медалями та іноземними нагородами.